# Мейвор, Джеймс
Джеймс Мейвор (Джемс Мэвор; англ. James Mavor; 8 декабря 1854, Странрар, Шотландия — 31 октября 1925, Глазго, Шотландия) — профессор политической экономии Университета Торонто, влияние школы которого в Канаде было заметно до 1970-х гг. Также известен участием в переселении духоборов из Российской империи в Канаду.

## Биография
Родился в семье Джеймса Мейвора, священника и преподавателя Свободной Церкви, и Мэри Энн Тейлор Бёрди (англ. Mary Ann Taylor Birdie) Учился в Университете Глазго. После этого некоторое время преподавал в колледже в Глазго, вёл дополнительные лекционные курсы в Университетах Глазго и Эдинбурга, был редактором Scottish Art Review.
В 1892 в результате рекомендации Уильяма Эшли был утверждён профессором политической экономии в университете Торонто (Канада), сменив Уильяма Эшли на этом посту.
Его выводы о современной экономике Канады резко расходились с общепринятыми: он считал, что Канада не может служить «житницей Британской империи». Поэтому он вынужденно выбрал как область основной специализации экономическую историю России (продолжив таким образом одно из направлений, заложенных Эшли). Также изучал экономику Канады, Китая, Кореи и Японии.
В 1898—1899 Мейвор стал одной из ключевых фигур в деле переселения духоборов в Канаду. С подачи Петра Кропоткина он договорился с правительством Канады о принятии этой партии русских эмигрантов и предоставлении им особых благоприятных условий. Все последующие годы принимал деятельное участие на стороне духоборов в конфликтах и разногласиях между ними и канадской администрацией.
Дж. Мейвор активно участвовал в организации учреждений культуры, среди них Художественная галерея Онтарио (en:Art Gallery of Ontario) и Королевский музей Онтарио (en:Royal Ontario Museum)
Также писал статьи и официальные отчёты для правительства Канады по иммиграции, производству пшеницы, компенсации ущерба здоровью рабочих. В 1914 году издал свой самый значительный труд — Экономическую Историю России в двух томах — и был избран членом Королевского общества Канады.
Джеймс Мейвор проработал профессором политической экономии более 30 лет, уйдя на пенсию с титулом почётного профессора в 1923. После его ухода с поста в университете пресеклась школа изучения России.
Умер в Шотландии, в Глазго, во время поездки к родственникам.

## Труды
- An Economic History of Russia («Экономическая история России», Лондон, 1914; в 2-х томах). Russell & Russell, 1914, переиздана 1925, 1965. эта книга в google
- My Windows on the Street of the World («Мои окна выходят на улицу мира», Лондон, 1923; автобиография в 2-х томах). 2 volumes, Toronto and London: J. M. Dent & Sons, New York: E. P. Dutton, 1923. Включает главы об общении и взаимодействии с Уильямом Моррисом, Львом Толстым, Петром Кропоткиным и духоборами.эта книга в google
- Niagara in Politics: A Critical Account of the Ontario Hydroelectric Commission («Ниагара в политике», Нью-Йорк, 1925). E. P. Dutton & Company, 1925. 255 страниц.
- The Russian Revolution. George Allen & Unwin, 1928. 470 страниц.

- Applied Economics a Practical Exposition of the Science of Business. Original issued in series: Modern business. Canadian edition; v. 1. Alexander Hamilton Institute 1914 ISBN 0-665-77177-0
- Hand-book of Canada. Publication Committee of the Local Executive of the British Association for the Advancement of Science, 1980. (Canada Description and travel 1868—1900) ISBN 0-665-02833-4
- Government Telephones: The Experience of Manitoba, Canada. Moffat, Yard & Co., 1916. 176 страниц.

## Архив Мейвора
Коллекция Mavor (James) Papers (Ms Coll 119. Papers, 1862—1925) в количестве 78 боксов и др. единиц хранения, поступила в Университет Торонто в 1960 и хранится в Fisher Library
Она содержит черновики изданных и неизданных книг автора, диссертации студентов, рецензии, статьи, подборки газетных вырезок, материалы по экономике и истории Канады, Шотландии, России, а также обширную переписку, в том числе с Петром Кропоткиным, Львом Толстым и Петром Веригиным.
- Описание архива содержит также краткое описание посреднической деятельности Джеймса Мейвора в отношениях между духоборами и канадским правительством

## В художественной литературе
- В честь Джеймса Мейвора Бернард Шоу назвал одного из персонажей своей пьесы Кандида (1898) именем Джеймс Мейвор Морель (James Mavor Morell).

## Семья
- Брат и племянник Джеймса Мейвора также получили энциклопедическую значимость в Великобритании.
- 16 января 1883 в Глазго Дж. Мейвор женился на Кристине Уотт (англ. Christina Jame Gordon Watt). У супругов было четверо детей, среди их потомков получили известность:
  - Дочь Дора Мейвор Мур (en:Dora Mavor Moore) (1888—1979) — основательница профессионального театра Канады, заслужившая право называться «первой леди канадского театра» и «матерью канадского театра».
    - Внук Дж. Мейвора, сын Доры, Джеймс Мейвор Мур (en:Mavor Moore) (1919—2006) был крупнейшим телевизионным сценаристом, режиссёром, актером, деятелем образования Канады.